# Eureka Seven
Eureka Seven (jap. 交響詩篇エウレカセブン Kōkyōshihen Eureka Sebun) – anime o mechach, miłości oraz walce stworzone przez studio Bones. Eureka Seven opowiada historię Rentona Thurstona oraz przestępczej grupy Gekkostate, jego przyjaźni z enigmatycznym pilotem mecha – Eureką oraz o tajemnicy Coralian. Od 7 grudnia 2009 serial był emitowany w telewizji Hyper. Ścieżkę dźwiękową skomponował Naoki Sato.

## Streszczenie oraz wątki
Akcja w Eureka Seven dzieje się wokół Rentona Thurstona, czternastoletniego syna Adroca Thurstona, wojskowego badacza który umarł ratując świat. Prowadzi nudne życie razem z dziadkiem mechanikiem w nudnym mieście, gdzie nic ciekawego się nie dzieje. Kocha refować, sport podobny do surfowania z tym, że tu powietrze jest medium. Marzy by dołączyć do przestępczej grupy Gekkostate, której liderem jest jego idol Holland, legendarny refer.
Nadarza się okazja do tego, kiedy mech, zwany Nirvash typeZERO, oraz Eureka, członek Gekkostate, lądują na domu, w którym Renton mieszkał ze swoim dziadkiem. Dziadek nakazał mu dostarczyć specjalną część do Nirvasha zwaną "Amita Drive", która miała obudzić drzemiącą w Nirvashu typeZERO moc. Po tym zdarzeniu Renton dostaje zaproszenie do dołączenia do Gekkostate, gdzie szybko przekonuje się, że życie jako członek Gekkostate jest nieco inne niż sobie wyobrażał i czytał w magazynie ray=out. Tylko jedna rzecz sprawia, że to wszystko dla Rentona jest "warte świeczki" - Eureka, pilot Nirvasha typeZERO. Renton, Eureka oraz Gekkostate doświadczają przygód, które ukształtują ich przyszłość jak też przyszłość całego świata.
W Eureka Seven występuje duża liczba wątków. Jednym z najbardziej przeważających wątków w serii jest racjonalna i religijna tolerancja i harmonia, występująca pomiędzy postaciami w serii jak też konflikty pomiędzy nimi. Innym z wątków w anime są wojny oraz subkultury. W serii występują także personalne wątki takie jak rodzicielstwo i rodzina, a także pierwsza miłość Rentona i Eureki. Tożsamość oraz ochrona grają dużą rolę dla Rentona i Eureki, ponieważ oboje mówią, – "Jestem sobą" – wiele razy podczas serii oraz Renton przysiągł chronić Eurekę. W serii występuje także wątek dorastania.

## Polska wersja
Wersja polska: na zlecenie Hyper+ - Studio PUBLISHING